# Roberto Sierra (compositeur)
Pour les articles homonymes, voir Roberto Sierra.
Roberto Sierra (né le 9 octobre 1953 à Vega Baja, Porto Rico) est un compositeur de musique classique contemporaine.

## Biographie
Après ses études au conservatoire et à l'université, Roberto Sierra étudie la composition de 1979 à 1982 à la Horchschule für Musik de Hambourg avec György Ligeti.
En 1989, il est nommé compositeur en résidence à l'Orchestre symphonique de Milwaukee. Il est ensuite professeur de musique à L'Université Cornell, où il enseigne la composition.

## Œuvres

### Instrumentales
- Eros, pour flûte et piano (1996)
- Tema y variaciones, pour clarinette et piano (1999)
- Fandangos, pour orchestre (2000)
- Fantasía sobre « la Musica Notturna delle Strade di Madrid », pour quatuor à cordes et guitare (2013)

### Vocales
- Conjuros, pour voix et piano (1982)
- Cinco poemas Aztecas, pour voix et piano
- Rima, pour voix et piano
- Concionero Sefardi, pour voix, flûte, clarinette, violon, violoncelle et piano (1999)

## Discographie
- Cancionerio (2000, Fleur de son classics FDS 57950)
- Musique de chambre (New Albion NA135)
- Missa Latina (en) (Naxos)
- Symphonie no 4 (Naxos)